# 牛道口镇
牛道口镇，是中华人民共和国天津市宝坻区下辖的一个乡镇级行政单位。

## 行政区划
牛道口镇下辖以下地区：
高家深村、翟家深村、郭家深村、岳家庄村、牛道口村、焦山寺村、韭菜庄村、下五庄村、贾梁庄村、老高寨村、西四庄村、黄沙务村、赵各庄村、李家深村、芮家庄村、郑各庄村、塘头村、高各庄村、沟头村、卢各庄村、庞各庄村、宜城村和李三店村。